# Garcinia bifasciculata
Espèce
Statut de conservation UICN

 EN C2b, D : En danger
Garcinia bifasciculata est une espèce de plantes à fleurs de la famille des Clusiaceae.

## Publication originale
- Boletim da Sociedade Broteriana, sér. 2, 34: 94. 1960.